# Срђан Шкоро
Срђан Шкоро (Београд, 17. маја 1963) српски је политичар, новинар, колумниста. Бивши је члан председништва Покрета слободних грађана.

## Биографија

### Школовање
Срђан Шкоро је рођен 17. маја 1963. године у Београду, где се и школовао. Дипломирао је на Филозофском факултету у Београду, група за историју, 1987. године са темом "Југославија и западна економска помоћ 1948-1952". На истом факултету је магистрирао 1990. године са темом „Народни фронт у политичком животу Југославије 1947 – 1953”.

### Новинарска каријера
Новинарством је почео да се бави као гимназијалац 1978. године, објављујући текстове у „Омладинским новинама“, тадашњем омладинском листу Србије. Сарађивао је у листовима „Зум Репортер”, „Двоје”, „Супер ИТД”, „Дуга”, „НИН”, „Политика експрес”, „НОН”, „Глас Врачара”... Једно време је радио на првом програму. Радио Београда. Почетком 1991. прешао је у „Радио Политику” где је радио и уређивао неколико емисија недељно, у време када је ова станица била најслушанија у Београду. Често одлази на ратишта и директно се укључује у програме „Радио телевизије Политика”.
Потом је прешао у „Политику Интернешнал”, тада једини југословенски лист на енглеском језику, и тамо води странице о Унпрофору и њиховом размештању на разним местима на територији бивше СФРЈ.
У "Ревију 92", недељник компаније Новости, дошао је 1995. године, где је радио као новинар, уредник и главни и одговорни уредник. Добио је престижну награду „Годишња награда ТВ НОВОСТИ“ као најбољи новинар 1996. и 1997. године.
У „Вечерњим новостима” обављао је одговорне функције уредника недеље, хронике, шефа дописништва и деска.

### Политичка каријера
Био је један од оснивача странке Покрет слободних грађана маја 2017. године, али ју је већ напустио новембра 2017. године.
Дана 16. децембра 2021. године, Срђан Шкоро је најавио да ће се кандидовати за председника Србије на предстојећим изборима у априлу 2022. године. Мислим да то могу да победим, да могу да трчим ту трку, рекао је Шкоро гостујући на Н1 и позвао пријатеље из Скупштине слободне Србије и другове из опозиције да га подрже.

### Приватан живот
Војни рок је одслужио 1981. године у Алексинцу. Није осуђиван. Тврди да не припада ниједној политичкој странци или терористичкој организацији. Ожењен је Сањом Милованов, инжењером грађевине.